# Меос, Владислав Эдуардович
Владислав Эдуардович Меос (6 мая 1940, Челябинск — 18 октября 2020, Уфа) —  советский, российский живописец, народный художник Республики Башкортостан.

## Биография
Меос Владислав Эдуардович родился 6 мая 1940 года в городе Челябинске. Учился в средней школе № 25 города Уфы. Здесь он встретился с художником В. П. Пустарнаковым, который работал в то время учителем рисования и учился у него живописи.
Позднее Меос занимался в изостудии Дома культуры им. М. Калинина (педагог Г. В. Огородов) и в изостудии Дворца культуры им. С. Орджоникидзе, где преподавал П. М. Лебедев. Затем три года учился в художественно — графическом училище в Ленинграде (педагог Г. И. Орловский). Заканчивал обучение с 1964 по 1966 годы — в Уфимском училище искусств (педагог Огородов, Геннадий Васильевич).
После окончания учёбы он работал на студии телевидения в Уфе, в книжном издательстве, а с 1967 года — в художественном фонде.
Жил и работал в г. Уфе, скоропостижно скончался 18 октября 2020 года. 
Член Союза художников СССР (РФ) с 1980 года.  Член Союза художников Республики  Башкортостан с 1995 года. Народный художник Республики Башкортостан (2007).
С 1964 года — участник республиканских, зональных, межрегиональной,
региональных, всероссийских, всесоюзных, международных и зарубежных выставок и более пятидесяти персональных выставок.
Картины художника Владислава Эдуардовича Меоса находятся в собраниях музеев и картинных галерей: Башкирский Государственный художественный музей им. М.В. Нестерова(Уфа), Национальный музей РБ (Уфа), Мемориальный дом-музей С.Т. Аксакова (Уфа), Мемориальный дом-музей М. Гафури (Уфа), Мемориальный дом-музей Ш. Худайбердина (Уфа), Музей УУИ, музей Уфимского филиала МГОПУ им. М. А. Шолохова, Музей МВД РБ (Уфа), Тобольский государственный историко-архитектурный музей-заповедник (Тюменская обл. РФ), Белорецкая КГ (г. Белорецк, РБ), Белорецкий историко-краеведческий музей (г. Белорецк, РБ), Салаватская картинная галерея (г. Салават, РБ), КГ «Янгантау» (Салаватский р-н, РБ, курорт «Янгантау»), Историко-краеведческий музей с. Николо-Березовка (Краснокамский р-н, РБ) и в частных коллекциях.
Меос В.Э. автор двух книг воспоминаний. В них он рассказывает о своем пути в искусстве, о незабываемых встречах с видными живописцами страны, о первых учителях и коллегах, рассуждает об истоках творчества, о живописи и проблемах изобразительного искусства.

## Творческое наследие
На становление творческой личности В. Э. Меоса бесспорное влияние оказала школа башкирской живописи.
В 1991—1998 годах в результате поездок в Новгород Великий художник написал серию картин, посвященных  изображению Новгородского Кремля.
Много лет работал в области пейзажной живописи. Его пейзажи воспевают красоту Башкирии. 
Основные картины художника:
- Дорога в поле. Холст. Масло. 1976
- Звезда упала. Холст. Масло. 1991
- Сирень, умытая дождем. 1978[3]
- Летом на Усолке. Холст. Масло. 2001
- Курортный сезон. Холст. Масло. 1986
- Летом на лугу. Холст. Масло. 2004
- Памяти А. Э. Тюлькина, Август кончается, 1976[4]

В последние годы начал две большие серии городских пейзажей. Одна посвящена Москве, другая — Ленинграду.
Им нарисованы обширные серии картин: «Воспоминания о Ленинграде», «По городам России», «Москва историческая», «Уфа — любимый город».

## Государственные награды
29 декабря 2016 года Главой Республики Башкортостан Рустэмом Хамитовым награжден государственной наградой Российской Федерации — Медалью ордена «За заслуги перед Отечеством» II степени.